# San Colombano Belmonte
San Colombano Belmonte là một đô thị ở tỉnh Torino trong vùng Piedmont, có vị trí cách khoảng 35 km về phía bắc của Torino, nước Ý. Tại thời điểm ngày 31 tháng 12 năm 2004, đô thị này có dân số 370 người và diện tích là 3,4 km².
San Colombano Belmonte giáp các đô thị: Cuorgnè, Canischio, và Prascorsano.